# Géo Dupuis
Pour les articles homonymes, voir Dupuis (homonymie).
Géo Dupuis, pseudonyme de Georges Gustave Léon Dupuis, né le 21 janvier 1874 au Havre et mort dans la même ville le 24 décembre 1932 est un peintre, illustrateur et graveur français.

## Biographie
Né dans un milieu protestant, Géo Dupuis entre en 1891 à l'École des arts décoratifs de Paris où il a pour professeur Alfred-Charles Foulongne. Il se lie d'amitié avec Léon Bloy qui le pousse à se convertir au catholicisme. En 1894, il expose au Salon des artistes français un paysage peint inspiré de sa région natale.
Comme peintre, on lui doit des paysages et vues de sa ville natale, Le Havre. Son Quai Notre Dame est conservé à Saint-Pétersbourg  au musée de l'Ermitage. Il expose au Salon des indépendants en 1909.
En novembre 1901, le magazine d'art britannique The Studio lui consacre un important article signé Gabriel Mourey (1865-1943). Cette année-là, il illustre Les Dimanches d'un bourgeois de Paris de Guy de Maupassant pour Paul Ollendorff, où Alfred Humblot, le directeur éditorial, le recrute pour les années suivantes.
Il est surtout connu en tant qu'illustrateur, avec son trait puissant et expressif, ses gravures sur bois d'un style assez novateur pour l'époque. Il collabore avec de nombreuses maisons d'édition pour des œuvres de Balzac, Maurice Barrès, Arthur Conan Doyle, Émile Zola, Camille Lemonnier, etc., tant dans des formats populaires que demi-luxe.
Il est un contributeur fidèle au magazine Je sais tout et aux publications de Pierre Lafitte & Cie. Occasionnellement, il fournit des caricatures à L'Assiette au beurre (dont « Les dames n'entrent pas ici », janvier 1904 et « La Hurle », mars 1904).
En 1909, il quitte Paris et revient vivre au Havre avec son épouse et ses deux filles.
Il continue de peindre et d'illustrer des ouvrages, tout en donnant des cours de dessin et en exerçant le métier d'antiquaire.

Œuvres de Géo Dupuis
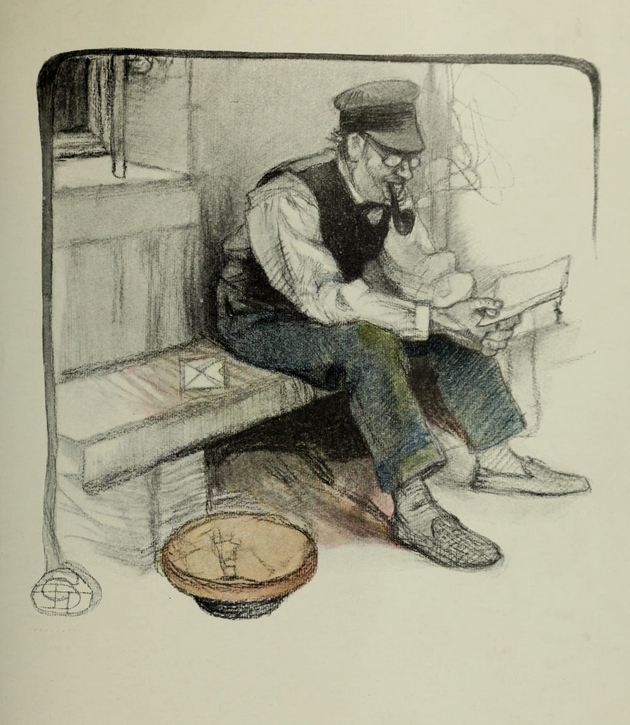
La Lettre, dessin publié dans The Studio (1901).
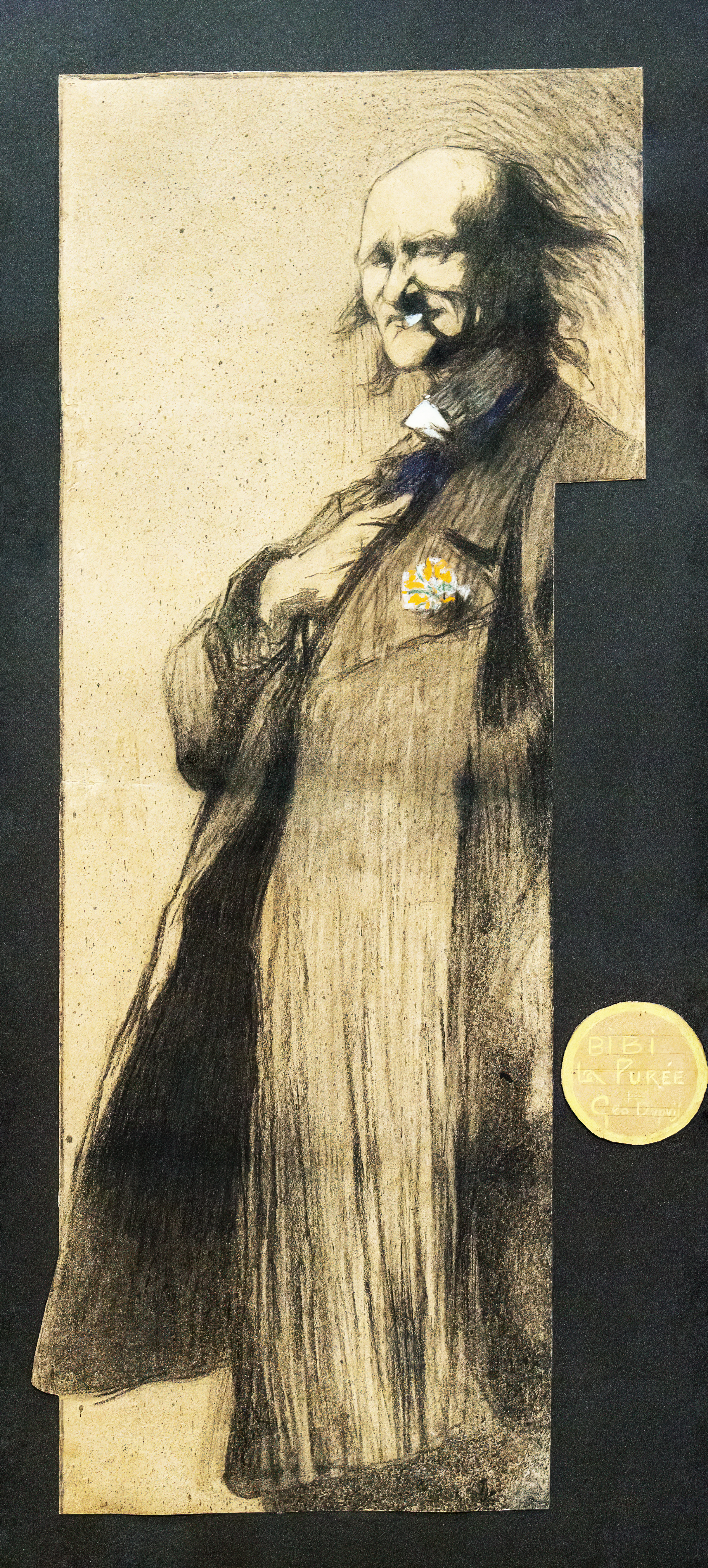
André-Joseph Salis, dit Bibi la Purée (1901-1902), Palm Beach, collection Weisman et Michel.
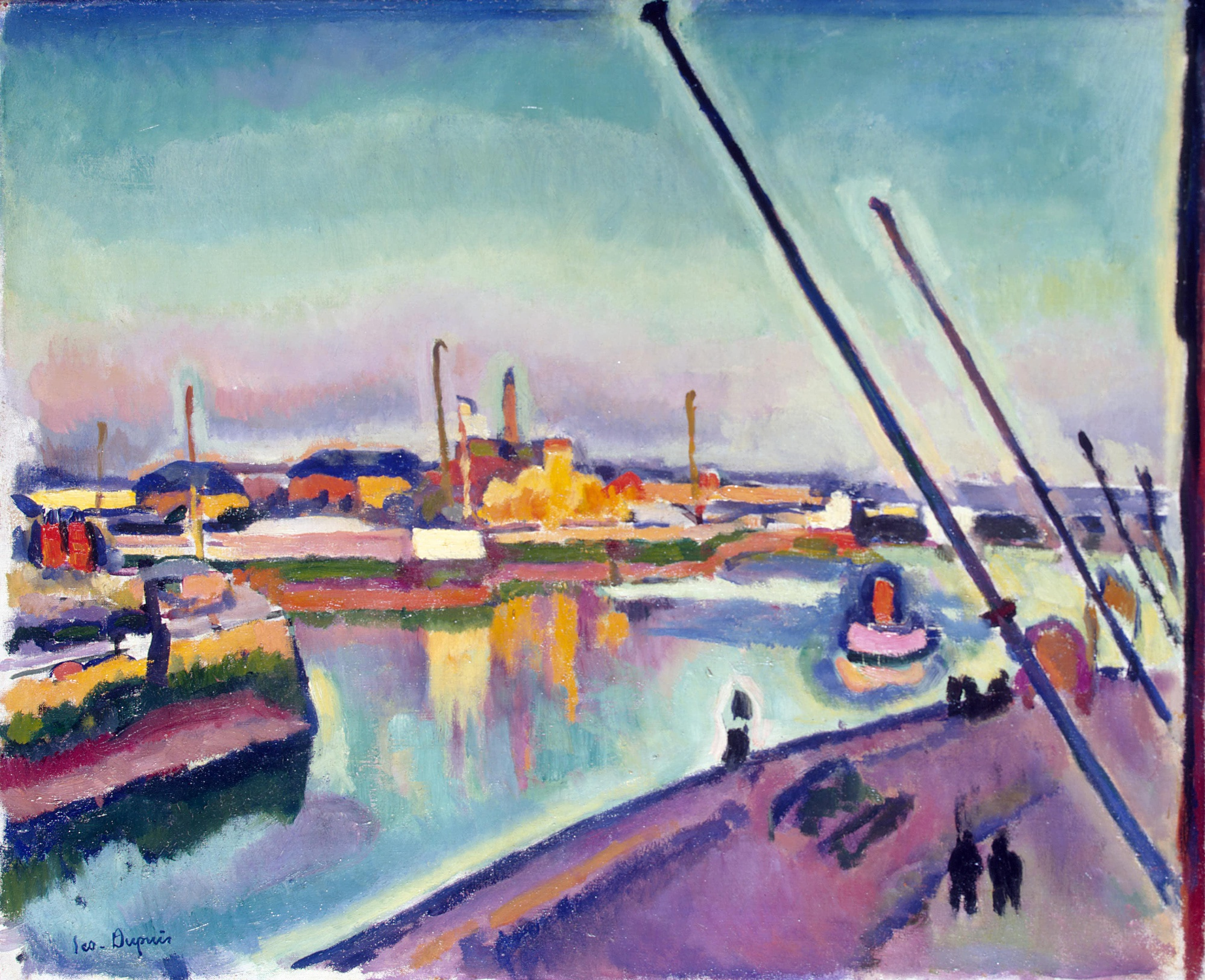
Digue de Notre-Dame, Le Havre (1908), Saint-Pétersbourg, musée de l'Ermitage.
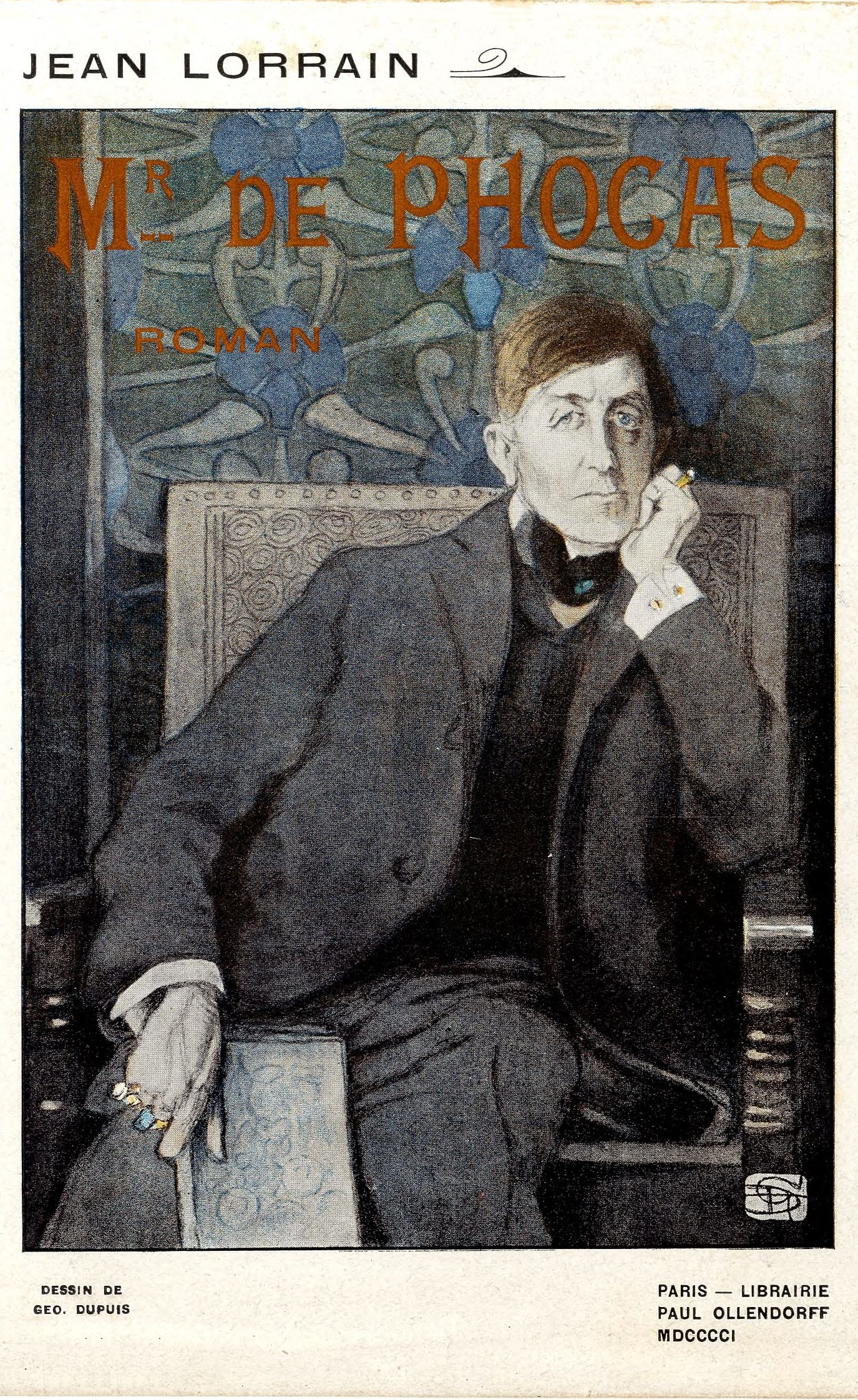
Illustration pour Monsieur de Phocas de Jean Lorrain, chez Paul Ollendorff (1908).
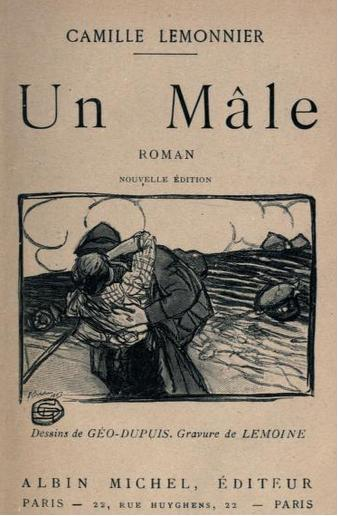
Illustration pour Un Mâle de Camille Lemonnier, chez Albin Michel (1926).